# Edward Bouverie Pusey
Pour les articles homonymes, voir Pusey.
Edward Bouverie Pusey, né le 22 août 1800 à Pusey (Angleterre) et décédé le 16 septembre 1882 à Oxford (Angleterre), est un ecclésiastique anglais et controversiste anglican. Éminent professeur d'hébreu à Christ Church (Oxford) il fut un des premiers promoteurs de ce qui deviendra le 'Mouvement d'Oxford'.

## Biographie
Edward est né dans le village de Pusey alors dans le Berkshire, de Philip Bouverie, cadet du Vicomte Folkestone. Il fait ses études à Eton College puis à Christ Church à Oxford. Il devient Fellow du Oriel College en 1824 où il rejoint John Henry Newman et John Keble.
Pusey passe deux ans en Allemagne - de 1825 à 1827 - pour y étudier les langues orientales et la théologie allemande à l'Université de Göttingen. En 1827 il se marie. Sa première publication, en 1828 est une réponse à des conférences de Hugh James Rose à l'Université de Cambridge sur les tendances rationalistes de la théologie allemande. Il y exprime déjà une grande sympathie pour le piétisme allemand qui s'efforce de sauver le Protestantisme de sa décadence. Mais, on interprète son texte comme rationaliste aussi. Il doit publier une réfutation en 1830.
En 1828, il est nommé par le Premier ministre Wellington professeur ('Regius chair') d'hébreu à Christ Church. En 1830 il offre les œuvres complètes d'Athanase d'Alexandrie, qui appartenaient à Bossuet[pas clair], à son ami John Henry Newman.
À la fin de 1833, il se rapproche de ses collègues qui ont publié les premiers Tracts for the Times, mais il ne rejoint officiellement le « Mouvement d'Oxford » que vers 1835-1836 quand il publie lui aussi un Tract sur le baptême et crée la « Bibliothèque des Pères ». La patrologie l'intéresse: il commence à étudier les Pères de l'Église et les écrits des prêtres anglicans qui ont maintenu les traditions pré-Réforme. Cela entraine une redécouverte des sacrements.  Il prononce un sermon en mai 1843 sur l'Eucharistie, insistant sur la 'présence réelle' du Christ dans le pain consacré, qui rappelle ces traditions qui se sont estompées dans la tradition anglicane. Cela fait un tel scandale qu'il est interdit de prêche pendant deux ans. L'effet immédiat est que son sermon se vend à 18 000 exemplaires, faisant de Pusey une des personnes les plus influentes de l'Église anglicane, à travers ses livres et ses sermons défendant le courant High Church. Ses sermons « The Entire Absolution of the Penitent » en 1846 ramènent la pratique du sacrement pénitentiel (confession et absolution) dans l'anglicanisme par exemple.
Pusey se trouve alors à participer à toutes les controverses théologiques et universitaires de son temps : la controverse Gorham en 1850, la réforme d'Oxford en 1854, le procès contre les auteurs des Essays and Reviews en 1863 et surtout Benjamin Jowett, la réforme du mariage ou la controverse Farrar sur le châtiment éternel en 1877.

## Reconnaissance publique
- La Pusey House, à Oxford, fut fondée en sa mémoire (1886). La rue où elle se trouve fut rebaptisée, en 1926 : 'Pusey Street'.

## Source
- (en) Cet article est partiellement ou en totalité issu de l’article de Wikipédia en anglais intitulé « Edward Bouverie Pusey » (voir la liste des auteurs).